# James Baker
James Addison Baker, III (* 28. dubna 1930, Houston, Texas, USA) je americký právník, politik a politický poradce. Za administrativy prezidenta George H. W. Bushe působil v letech 1989 až 1992 jako ministr zahraničních věcí a poté v letech 1992 až 1993 jako ředitel kanceláře Bílého domu. Za administrativy prezidenta Ronalda Reagana byl v letech 1981 až 1985 taktéž ředitelem kanceláře Bílého domu a poté v letech 1985 až 1988 ministrem financí.
Vystudoval Princetonskou univerzitu a Texaskou univerzitu v Austinu a v první polovině 50. let sloužil tři roky u americké námořní pěchoty, kde dosáhl hodnosti kapitána. Až do poloviny 70. let působil jako právník. Je členem Republikánské strany.